# Cum semper oblatas
Cum semper oblatas  è una enciclica di papa Benedetto XIV, datata 19 agosto 1744, e scritta all'Episcopato italiano, nella quale il Pontefice impartisce alcune norme sull'applicazione della Messa Parrocchiale pro Populo e della Messa conventuale per i benefattori della Chiesa; e richiama i Canonici all'obbligo di cantare nel Coro la salmodia divina.

## Fonte
- Tutte le encicliche e i principali documenti pontifici emanati dal 1740. 250 anni di storia visti dalla Santa Sede, a cura di Ugo Bellocci. Vol. I: Benedetto XIV (1740-1758), Libreria Editrice Vaticana, Città del Vaticano 1993